# جمال وليامز
جمال وليامز (بالإنجليزية: Jamel Williams)‏ هو لاعب كرة قدم أمريكية أمريكي، ولد في 22 ديسمبر 1973 في غاري في الولايات المتحدة.

## وصلات خارجية
- جمال وليامز على موقع مرجع كرة القدم المحترفة.كوم (الإنجليزية)